# Burgturm Spaniola
Der Burgturm Spaniola liegt oberhalb von Pontresina im Engadin in schweizerischen Kanton Graubünden. Der Name «Spaniolaturm» ist neueren Datums, woher die Bezeichnung stammt, ist unklar. Nicolin Sererhard erwähnt um 1740, der Turm trage den Namen des Dorfes.

## Anlage

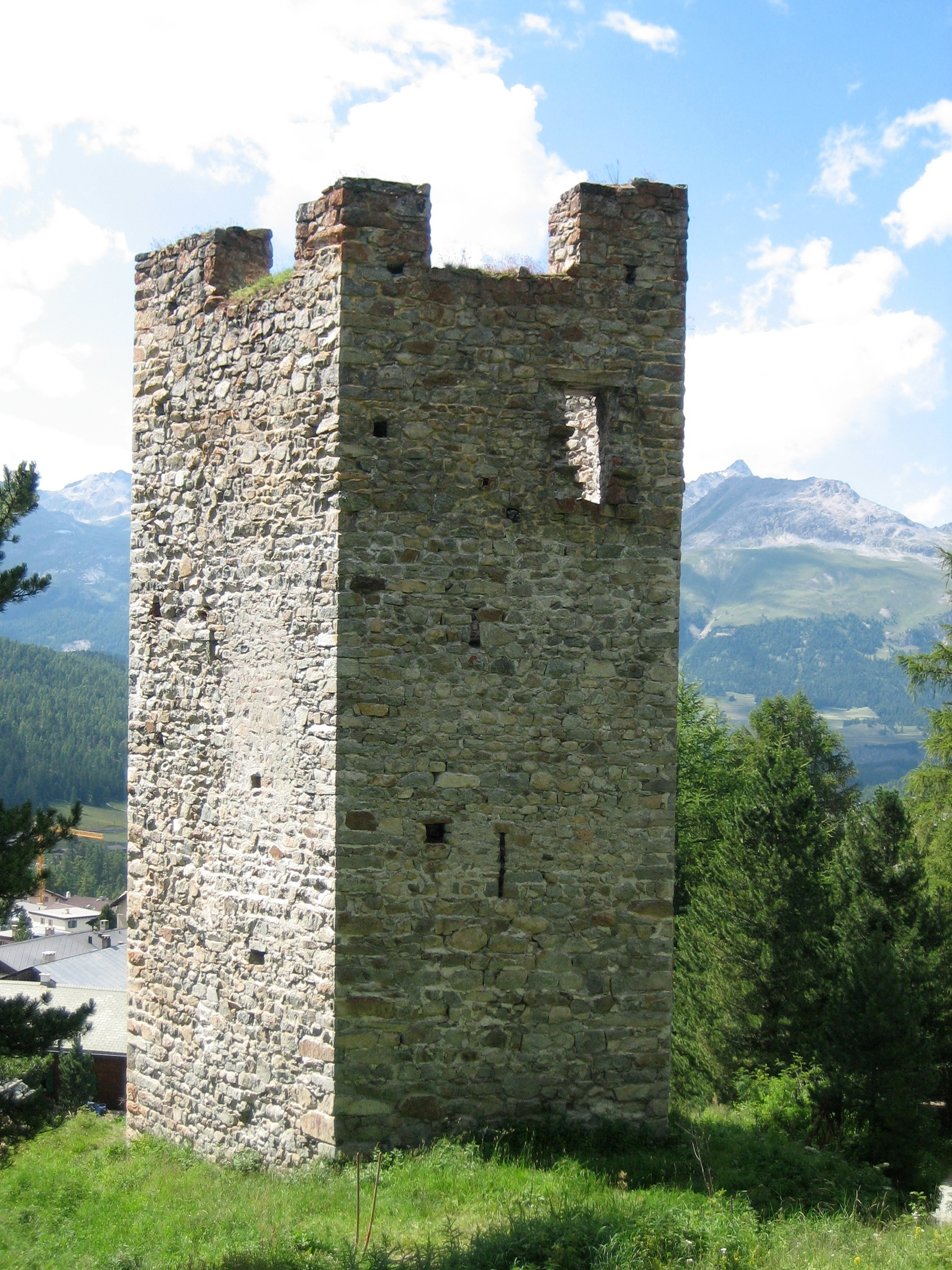
Turm von Norden

Die Ruine des mächtigen, nahezu regelmässigen fünfeckigen Bergfrieds ist gut erhalten. Spuren eines Berings, der den Turm im Abstand von ca. 5 m umgab, sind im Gelände kaum mehr auszumachen. Der Turm wies ursprünglich vier Geschosse auf, im 2. lag talseitig gegen Südwesten ein rundbogiger Hocheingang. Der Eingang war über eine gedeckte Holzgalerie, dessen Balkenlöcher und Steinkonsolen noch erhalten sind. Im 2. und 3. Geschoss finden sich Schmalscharten, im 4. ein Viereckfenster. In der Nordostseite lag ein Aborterker mit Abflussrinne an den nördlichen Mauerfuss. Die Konsolsteine sind ebenfalls noch sichtbar. Als Abschluss ist ein Pyramidendach anzunehmen, das dem Grundriss angepasst war.

## Geschichte
Erbaut wurde der Turm um 1200, schriftliche Unterlagen liegen jedoch nicht vor.
Vermutlich war die Burg der Sitz der Herren von Pontresina, die von 1244 bis 1307 urkundlich nachgewiesen sind. Als wichtigste Familie des Oberengadins gerieten sie mit dem Churer Bischof 1244 in einen Streit, in welchem ihnen das Kanzleramt abgesprochen wurde. Im gleichen Jahr wurde der Turm verwüstet, jedoch 1261 wieder instand gestellt. Die von Pontresina scheinen sich jedoch behauptet zu haben, denn 1294 verpfändeten sie das Kanzleramt, ein bischöfliches Lehen, an Andreas Planta. Die Familie starb wohl mit Symon von Pontresina aus, dessen Lehen, der Zehnte von Pontresina und Celerina, erhielt die Familie Murell.
Im Lauf des 15. Jahrhunderts wurde der Turm verlassen; Ulrich Campell erwähnt ihn um 1550 als Ruine. 1934 und 1994 wurden Sicherungsarbeiten vorgenommen.

## Galerie

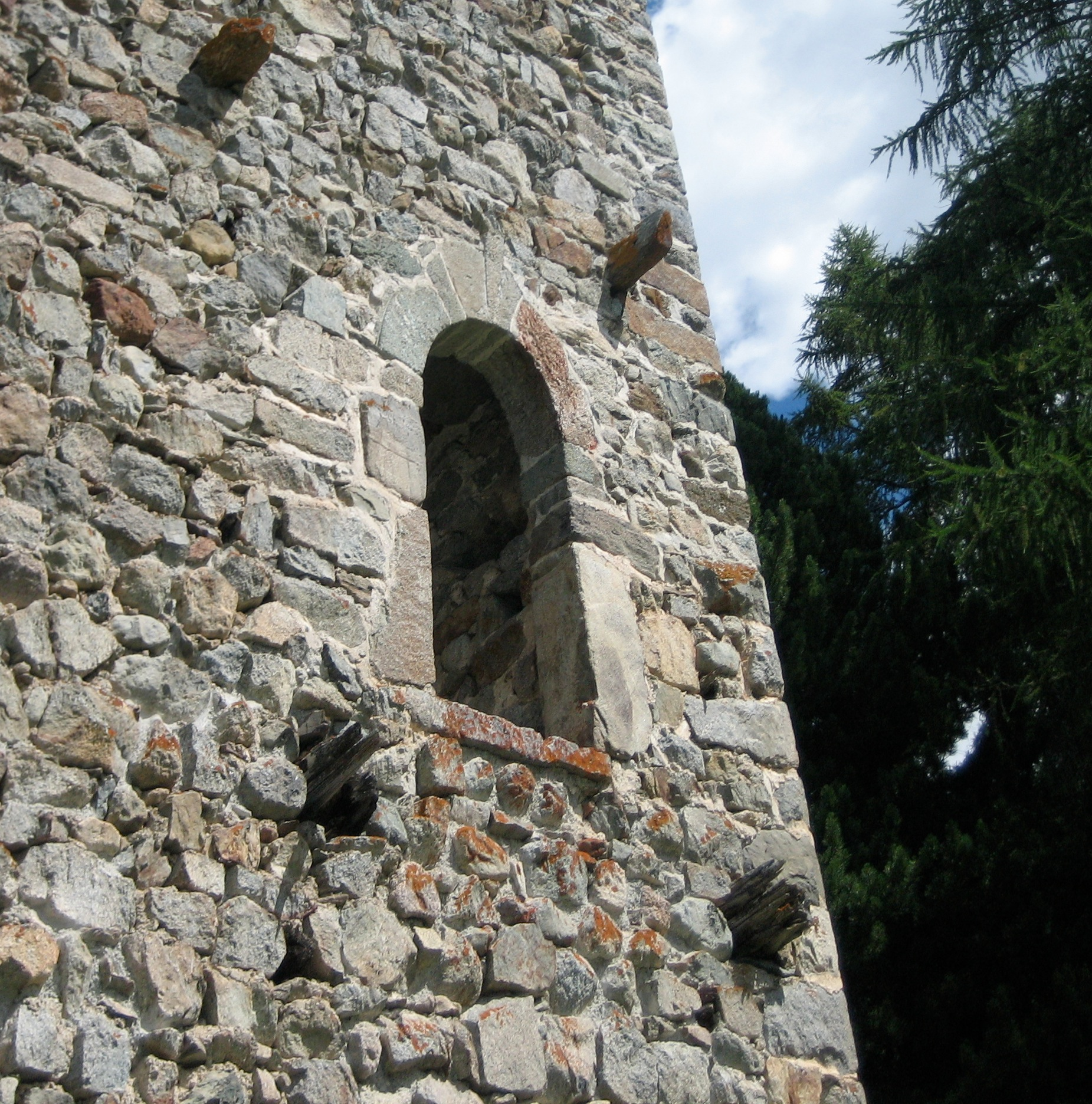
Hocheingang
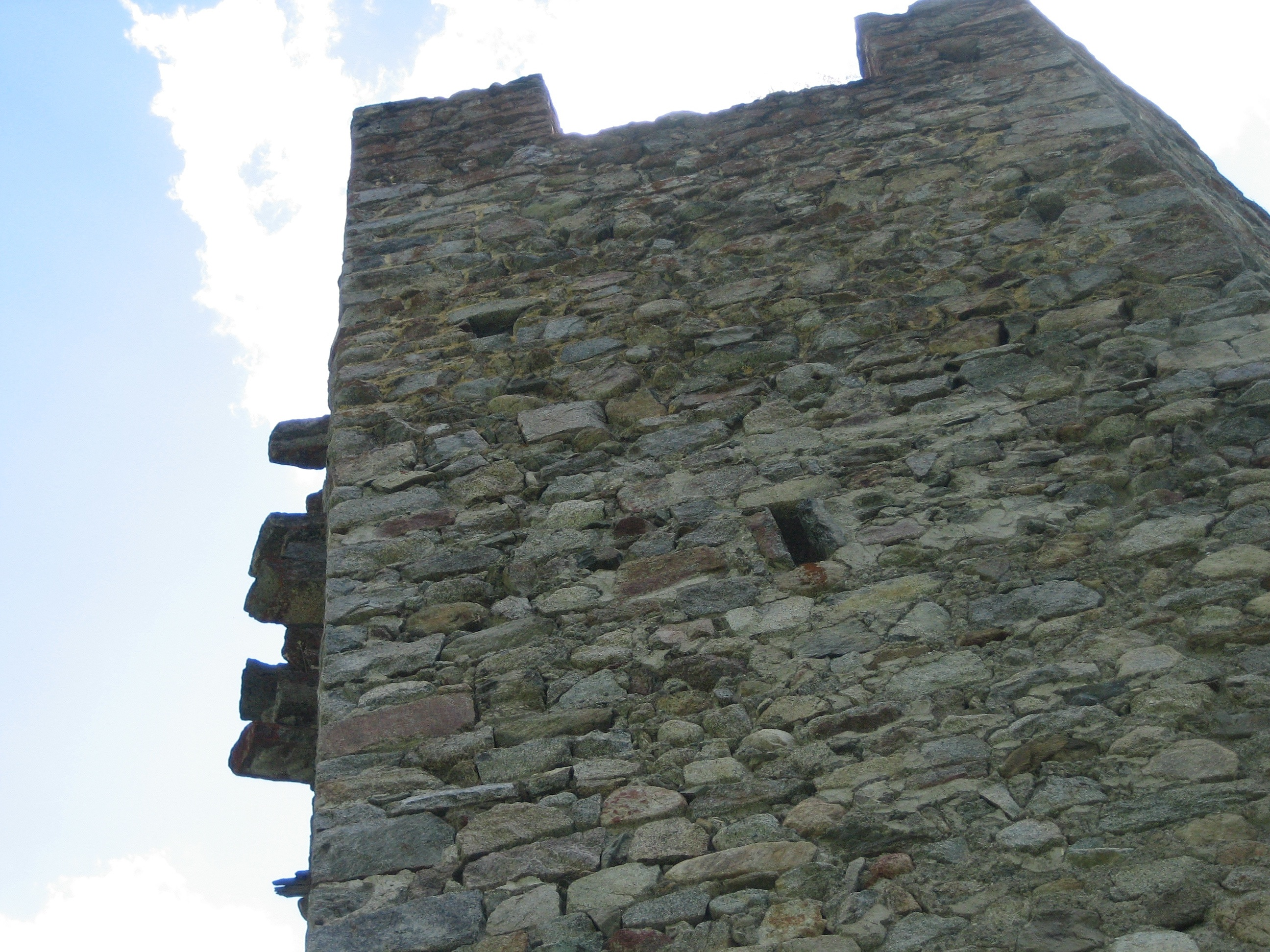
Nordwestseite, Konsolsteine des Aborterkers
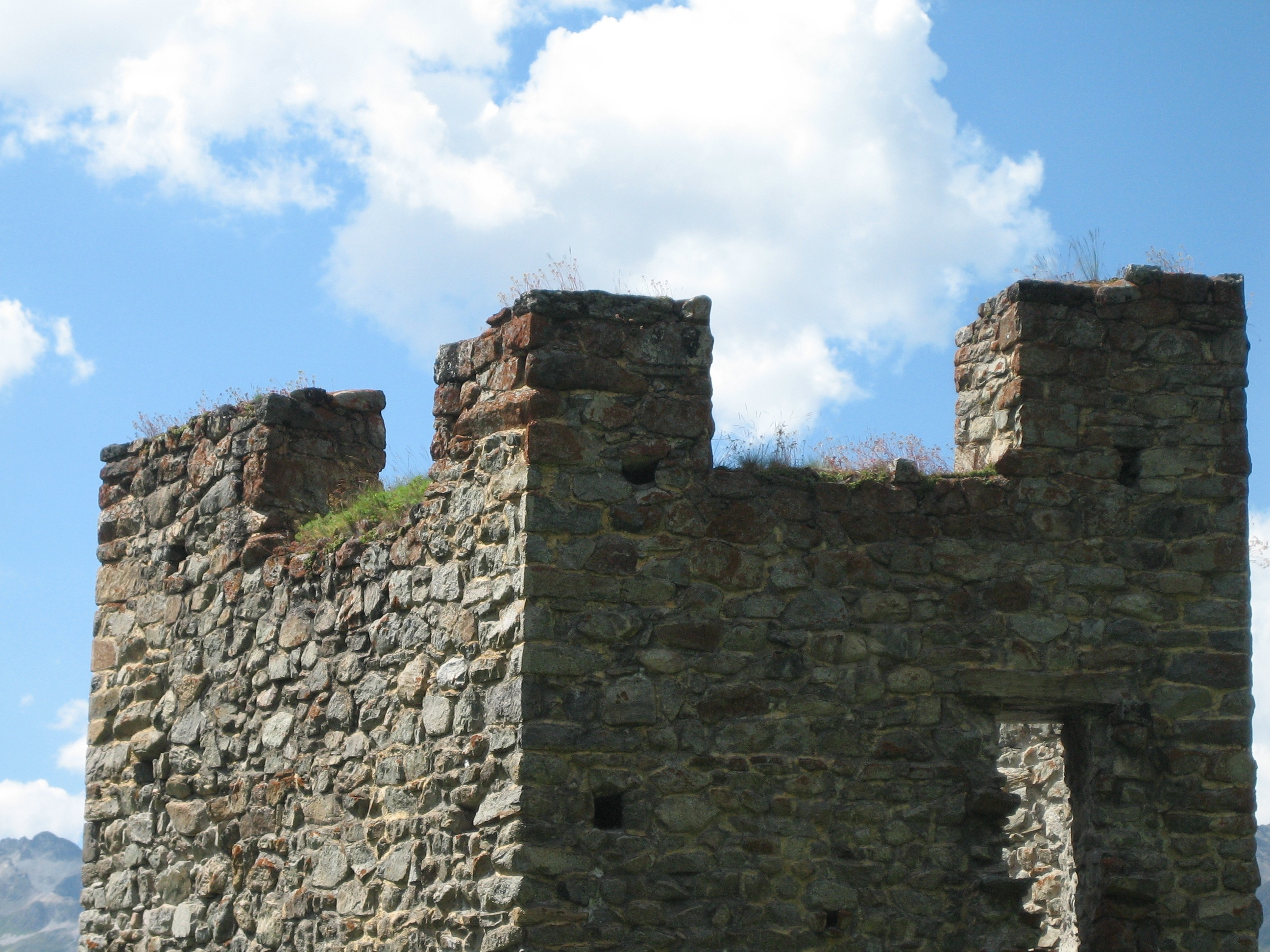
Zinnen
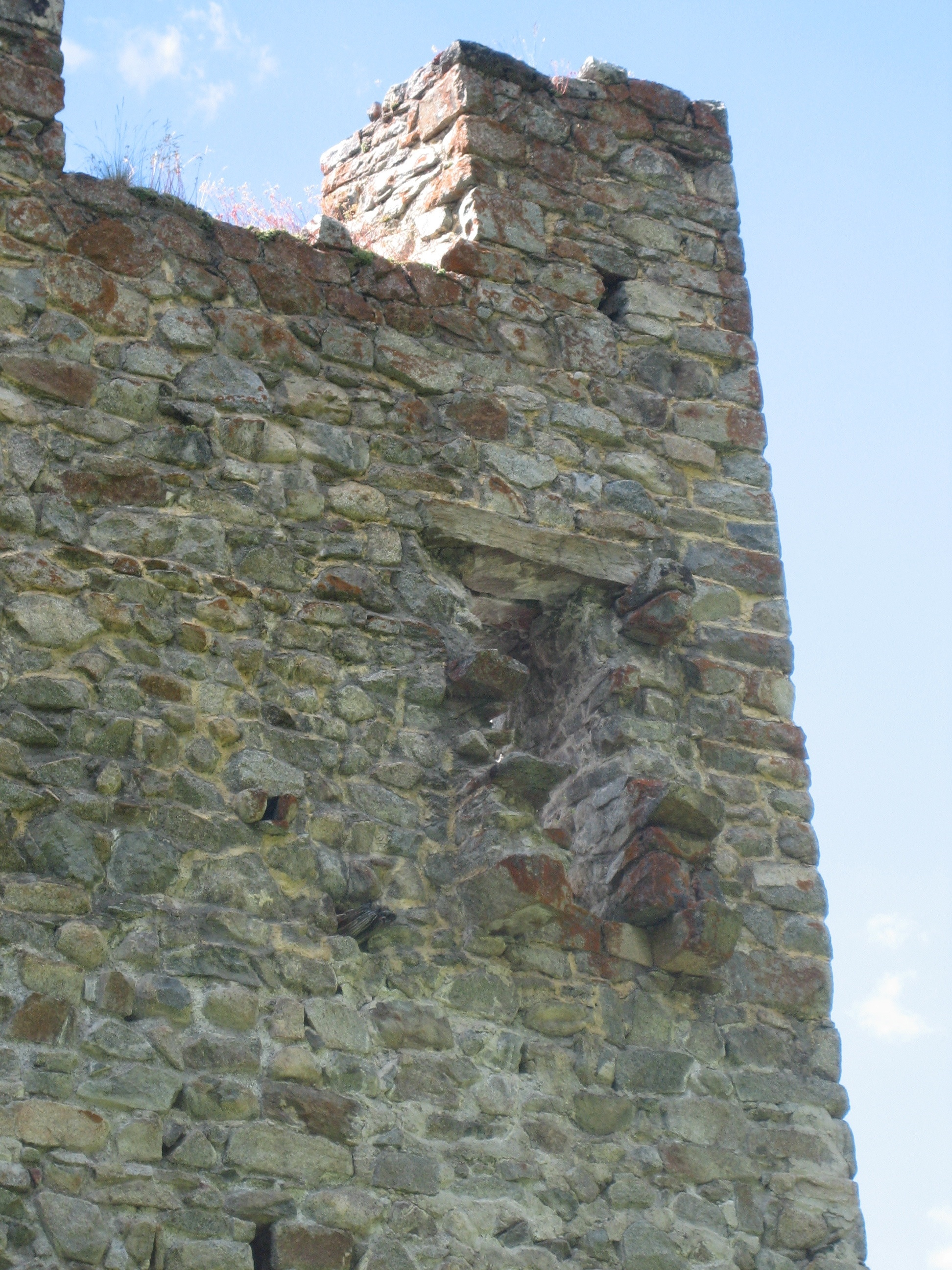
Reste des Aborterkers